# Sorrento (Maine)
Sorrento – miasto w Stanach Zjednoczonych, w stanie Maine, w hrabstwie Hancock.